# Sonic Jump
Sonic Jump es un juego de plataformas vertical de 2005 desarrollado por AirPlay y Sonic Team y publicado por Sega para el servicio de distribución digital Sonic Cafe, inicialmente sólo disponible en Japón para teléfonos móviles antes de ser portado a iOS y Android y lanzado en otras regiones en 2007. A diferencia de otros juegos de la serie, Sonic Jump no consiste en correr de izquierda a derecha, sino que Sonic salta automáticamente por la pantalla, y el jugador tiene que inclinar el teléfono para moverlo de izquierda a derecha. El estilo gráfico del juego original se basa en la serie Sonic Advance, que había terminado poco antes del lanzamiento de Jump.
Sonic Jump recibió críticas dispares por parte de la crítica, que alabó la presentación general pero consideró que la jugabilidad era aburrida. En 2012, el juego fue rehecho por Hardlight y lanzado también para dispositivos iOS y Android (más tarde retitulado Sonic Jump Pro), con gráficos actualizados y nuevas características de juego, la adaptación recibió críticas generalmente positivas por su extensa duración, siendo frecuentemente comparado favorablemente con Doodle Jump (2009). También fue un éxito, con la adaptación siendo descargado casi 9 millones de veces en marzo de 2013. Sega publicaría posteriormente dos secuelas, ambas sin relación entre sí, Sonic Jump 2 (2008) y Sonic Jump Fever (2014).

## Jugabilidad
Mientras que los juegos de la serie Sonic the Hedgehog suelen implicar correr de lado a lado, Sonic Jump no implica correr, sino que Sonic salta por los escenarios verticalmente para llegar a la cima del escenario. El jugador controla a Sonic inclinando el dispositivo a izquierda o derecha. Sonic salta automáticamente, aunque se puede utilizar un movimiento de "doble salto" al tocar la pantalla táctil. se recogen anillos a lo largo de las fases, y los anillos acumulados se pueden usar para comprar más contenido en el juego, como objetos, mejoras o personajes jugables adicionales. Los jugadores pueden "subir de nivel" consiguiendo ciertos objetivos en cada fase; al aumentar el nivel del jugador se podrá acceder a nuevos contenidos para comprar.
El juego contiene dos modos de juego: el "Modo Historia", que tiene fases preestablecidas con un objetivo final, y el "Modo Arcade", que tiene fases creadas aleatoriamente que se prolongan sin fin, con el propósito de llegar lo más lejos posible a través de la fase.

## Desarrollo y lanzamiento
El Sonic Jump original fue desarrollado por AirPlay y Sonic Team. La mayoría de los gráficos se tomaron de la serie Sonic Advance, que había concluido poco antes del lanzamiento del juego, mientras que los temas de las zonas se tomaron de los juegos de Sega Genesis.  La versión original de Sonic Jump se lanzó en Japón el 21 de febrero de 2005, para el servicio de distribución digital de videojuegos de Sonic Cafe; en abril de 2007, el juego se lanzó internacionalmente para dispositivos iOS y Android como parte del servicio Sega Mobile, así como para el teléfono T-Mobile Sidekick.  Sega publicó el juego en todas las regiones.
La nueva versión del juego fue bromeada por primera vez por Sega el 5 de octubre de 2012. Luego fue anunciada y lanzada menos de dos semanas después en iOS el 18 de octubre de 2012, y para Android el 21 de diciembre de 2012.  En el número 5 de la revista Sonic Super Digest de Archie Comics se publicó una breve adaptación de Jump coincidiendo con el lanzamiento del remake.  El 21 de marzo de 2018, Sonic Jump se puso a disposición para jugar en Facebook.
La primera actualización del juego, que contenía la "Blue Sky Zone" de doce nuevas fases, un nuevo personaje jugable (Amy Rose) se publicó el 26 de noviembre de 2012. Esta actualización también incluía un nuevo modo "Desafío global", que agrupaba los resultados de altura de todos los jugadores, con el objetivo final de poder igualar la distancia equivalente de la Tierra a la Luna. Al completar el desafío global se desbloqueaba otro personaje, Blaze the Cat. El 19 de diciembre de 2012 se lanzó otra actualización que añadía a Rouge the Bat y Silver the Hedgehog como personajes jugables, y sustituía la sexta fase de cada zona por un Boss Act.

## Recepción

### Versión de 2005
La versión de 2005 de Sonic Jump recibió críticas dispares por parte de la crítica, que alabó la presentación del juego pero criticó la jugabilidad en general. IGN dio al juego una puntuación de 5 sobre 10, afirmando que el juego "no enganchaba y era aburrido" y que "los controles parecían lentos y ocasionalmente imprecisos". Stuart Dredge de Pocket Gamer pensó que el concepto era una "idea interesante", pero consideró que los controles y la alta dificultad no serían ideales para los jugadores más nuevos. 

### Versión de 2012
La versión de 2012 recibió "críticas generalmente favorables" según el agregador de reseñas Metacritic, con una puntuación de 77/100. En iOS, el juego alcanzó más de 8,8 millones de descargas (incluyendo descargas gratuitas) en Norteamérica y Europa después de cinco meses, a partir de julio de 2013.
Pocket Gamer le dio al juego un 8 sobre 10, elogiándolo por ser un "...duro y entretenido juego de plataformas vertical que tiene suficientes referencias y retoques estilísticos para hacerlo destacar entre la multitud". Slide to Play le dio al juego una puntuación de 4 sobre 4 "Must Play", elogiando especialmente el valor de las actualizaciones gratuitas del juego, declarando: "Doce nuevas fases y un nuevo personaje jugable suponen una gran cantidad de contenido, y nos alegra ver que este excelente juego sigue recibiendo el cariño de los desarrolladores". Incluso anuncian otra próxima actualización del juego, y estamos deseando jugarla también". Sonic Jump sigue siendo una gran compra." IGN dio al juego una puntuación de 7,5 sobre 10, elogiando la "presentación de calidad y el sólido desafío" del juego y que "la dificultad aumenta a un ritmo sorprendentemente rápido.... como el equivalente cursi de la escalada de Super Meat Boy, pero criticó el enfoque de Sega para la compra de desbloqueables, diciendo que se tarda demasiado tiempo en desbloquear sólo por el juego, y que la compra de su camino a través del juego destruye el aspecto competitivo de las tablas de clasificación. El juego también ha recibido muchas comparaciones con el juego Doodle Jump.

## Legado
Una secuela de la versión original titulada Sonic Jump 2 lanzada el 20 de mayo de 2008, para dispositivos móviles de la época.
Hardlight desarrolló posteriormente Sonic Jump Fever, una secuela de la versión HD que añade nuevas funciones, incluidos minijuegos; salió a la venta el 10 de julio de 2014, con críticas dispares. Sonic Jump Fever fue descargado 28,3 millones de veces, pero solo generó 600.000 dólares de beneficios.  Desde el 7 de noviembre de 2016, el juego ya no está disponible para su descarga, posiblemente debido a los mediocres resultados de ventas.